# Gänsegeierflöte vom Hohlefels

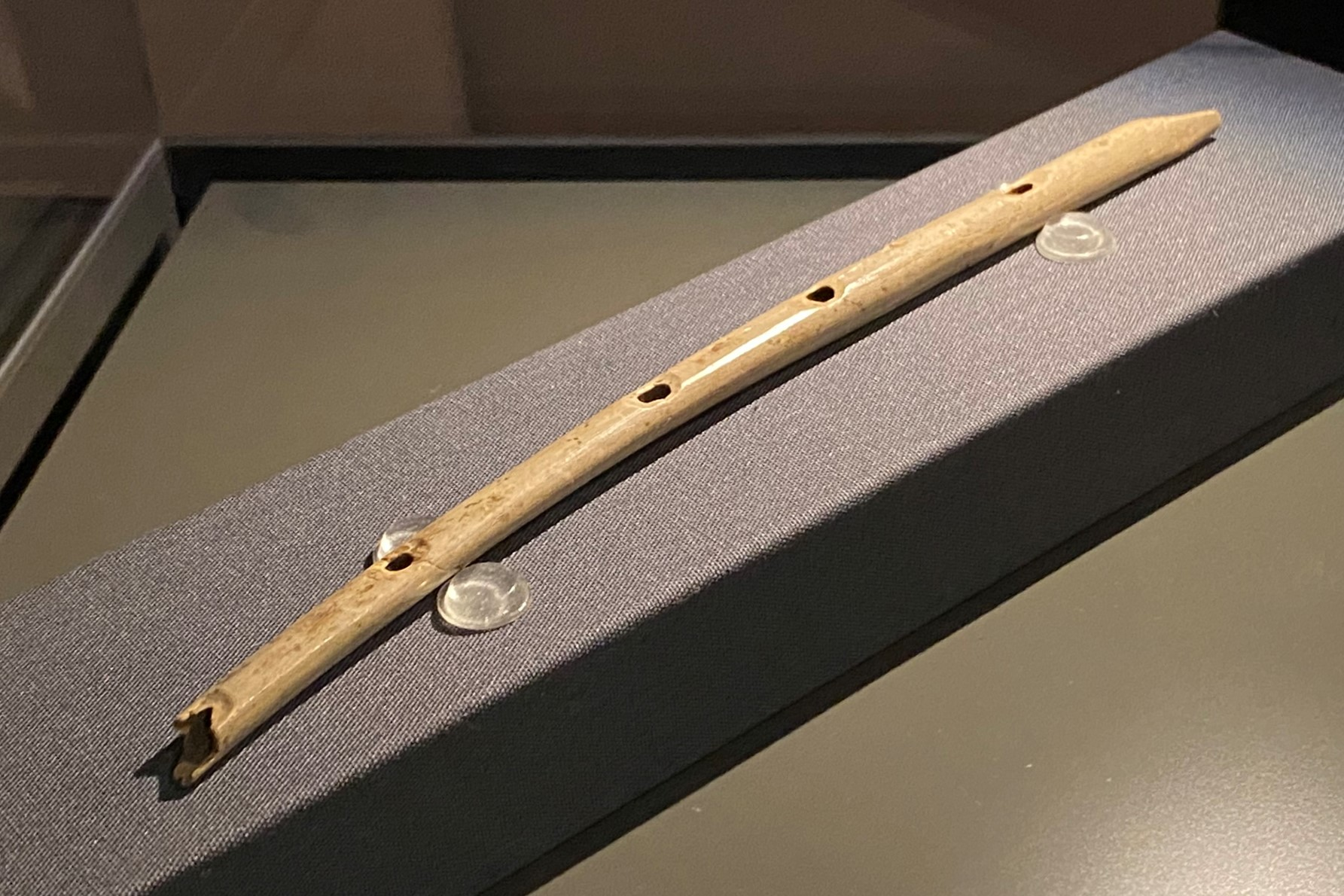
Gänsegeierflöte vom Hohlefels

Die Gänsegeierflöte vom Hohlefels ist eine Flöte aus der jungpaläolithischen Kultur des Aurignacien, die in der Karsthöhle Hohlefels im baden-württembergischen Alb-Donau-Kreis gefunden wurde. Sie gilt als eines der ältesten erhaltenen Musikinstrumente der Welt.

## Fundgeschichte
Im Sommer 2008 wurde bei Ausgrabungen durch eine Gruppe von Archäologen um Nicholas J. Conard die Gänsegeierflöte vom Hohlefels entdeckt.
Die Flöte wurde in der untersten Schicht des Aurignacien gefunden. Ihre 12 Bruchstücke befanden sich in einem Grabungsbereich von 10 × 20 cm und 3 cm Tiefe. Diese waren weniger als einen Meter entfernt von der Venus vom Hohlefels lokalisiert, also etwa 20 Meter vom Höhleneingang entfernt im Höhleninneren. Die Flöte konnte als das vollständigste der in den schwäbischen Höhlen entdeckten Musikinstrumente geborgen werden.

## Beschreibung
Die Gänsegeierflöte vom Hohlefels ist aus der Speiche eines Gänsegeiers gefertigt. Das rekonstruierte Teilstück ist 21,8 cm lang und hat einen Durchmesser von 8 mm. Vier vollständige Fingerlöcher sind erhalten, über eine Bruchstelle am fünften Fingerloch hinaus wurden keine weiteren Fragmente gefunden. Am erhaltenen Ende des Knochens wurde der Randbereich zu einer Kerbe im Schaft angeschrägt. Das Alter der Flöte wurde mit der Radiocarbonmethode bei zusätzlicher Eichung mit anderen Methoden auf mindestens 35.000 Jahre bestimmt. Eine Nachbildung der Flöte erreichte einen Tonumfang von 2 Oktaven bei 6 Grundtönen und 11 überblasenen Tönen.

## Ausstellungsgeschichte
Die Flöte wurde erstmals bei der Großen Landesausstellung „Eiszeit. Kunst und Kultur“ ab dem 18. September 2009 in Stuttgart ausgestellt. Danach wurde sie Teil der Dauerausstellung des Urgeschichtlichen Museums Blaubeuren.